# Durio lowianus
Durio lowianus Scort. ex King è un albero della famiglia delle Malvacee.

## Distribuzione e habitat
La specie è diffusa in Tailandia, penisola malese e Sumatra.

## Conservazione
La Lista rossa IUCN classifica Durio lowianus come specie vulnerabile.